# Горње Ровишће
Горње Ровишће (донедавно Драганић) је насељено место у општини Ровишће, у Бјеловарско-билогорској жупанији, Република Хрватска.

## Историја
До нове територијалне организације у Хрватској место је припадало бившој великој општини Бјеловар. На иницијативу мештана недавно је спроведен референдум на којем се 90% грађана одлучило за промену имена места Драганић у Горње Ровишће, па је на попису 2011. године, ово место исказано као Горње Ровишће.

## Становништво
Насеље је према попису становништва из 2011. године имало 95 становника.
| Националност       | 1991.       |
| Хрвати             | 96 (86,48%) |
| Срби               | 15 (13,51%) |
| Југословени        | 0           |
| остали и непознато | 0           |
| Укупно             | 111         |